# Defensor
 (décembre 2018).
Defensor était un moine bénédictin de la communauté monastique de Saint-Martin de Ligugé qui a vécu vers 700. Il serait l’auteur et compilateur du Liber Scintillarum.
Cette œuvre, composée autour de 700, est un florilège de littérature patristique et scripturaire qui a connu un grand succès dans le monde monastique dès le VIIIe siècle et  qui a été largement diffusé en Europe au cours du Moyen Âge. 
Le Liber Scintillarum démontre la rigueur et le grand souci de l’autorité chez Defensor, mais, à plus grande échelle, donne aussi une perspective sur plusieurs aspects de la vie ascétique, mais aussi sur les enseignements moraux et sur la doctrine chrétienne à l’époque du royaume franc mérovingien du VIIe et de la première moitié du VIIIe siècle. De plus, la popularité dans les cercles monastiques du Liber Scintillarum tout au long du Moyen Âge, et même au-delà, jusqu’au XVIe siècle, indique que, pendant de nombreux siècles suivant sa production, l’œuvre de Defensor avait toujours une pertinence et un intérêt.

## Vie et contexte monastique

### Monastère de Saint-Martin

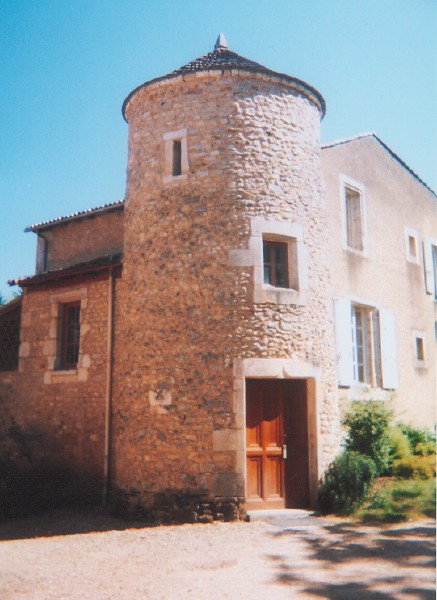
Abbaye de Saint-Martin de Ligugé

Defensor est un moine de l’abbaye Saint-Martin de Ligugé en Aquitaine, fondée vers 361 par Martin de Tours. L’abbaye, la plus vieille établie en Gaule, aurait été considérée comme un lieu important de l’activité monastique dans les derniers siècles de l’Empire romain d'Occident. Au début du VIe siècle, le monastère aurait connu un essor dont témoignent les réfections majeures à son architecture en vue d’un agrandissement. L’abbaye, très prospère, aurait même frappé sa monnaie d’or à la fin du VIIe siècle. Par conséquent, durant les dernières décennies du VIIe siècle, Defensor aurait côtoyé un environnement monastique vraisemblablement vivant, et ce bien avant l’âge d’or du monachisme qui débuterait un siècle plus tard.

### Identité
Le peu qu’il est permis de savoir sur la vie de Defensor, provient d’un prologue du Liber Scintillarum présent dans une proportion de 32 des 370 manuscrits aujourd’hui existants, où il se réclame l’auteur. Defensor y rapporte être un moine de l’abbaye de Saint-Martin de Ligugé depuis sa jeunesse livrant son œuvre « à la grâce de Dieu » pour le compte d’un dénommé « Ursin ». La datation concernant la production du Liber Scintillarum, qui lui est aujourd’hui attribué, permet d’établir que Defensor aurait donc sans doute vécu vers 700, sans, toutefois, pouvoir établir l’âge qu’il avait à ce moment. Néanmoins, la recension littéraire de l’œuvre qui compile 2 505 citations parmi 16 différents pères de l'Église, démontre que Defensor devait avoir un certain âge quand il a produit le Liber Scintillarum puisqu’il avait déjà lu et connaissait bien les Écritures.

### Ursinus
Defensor est souvent associé avec Ursinus, aussi appelé Ursin, qui aurait été originellement moine à Poitiers qui se trouvait près du monastère de Saint-Martin de Ligugé. Le nom d’Ursinus apparaît à plusieurs endroits : il est l’auteur de la Vie de saint Léger; son nom – sous forme de monogramme « VRSINVS » – figure sur une pierre tumulaire datant du VIIe siècle érigée à Ligugé là où il y aurait eu la construction d’une basilique et qui aurait reçu le transfert du corps de saint Léger; et  il aurait été le nutritor de Defensor, « l’autorité spirituelle » derrière la production du Liber Scintillarum puisque son nom est mentionné par Defensor dans les versions contenant un prologue sous la forme du  « précepteur Ursin ». Par conséquent, au moment de la production du Liber Scintillarum, Ursinus était l’abbé du monastère de Saint-Martin de Ligugé et donc le supérieur de Defensor à qui il avait fait la commande de l’œuvre. Toutefois, il est probable qu’Ursinus ne connut jamais le travail achevé par Defensor puisqu’il semble être décédé vers 700.

### Postérité et reconnaissance
Le nom de Defensor s’était évanoui après sa mort et c'est seulement autour de 1675 quand le Bénédictin Jean Mabillon fait la découverte à la librairie de Monte Casino d’une version du Liber Scintillarum contenant un prologue. En effet, dans cette version contenant un prologue l’auteur se nomme : « Nomen scribens meum, quod est Defensor […] ». Cette version contenant un prologue est présente dans seulement 32 manuscrits,; ainsi, le nom de Defensor a beaucoup moins circulé que son œuvre. C’est d’ailleurs pour cette raison que l’œuvre Liber Scintillarum a été attribuée, à tort, à des auteurs plus célèbres, comme dans le cas du Liber Scintillarum attribué à l'érudit anglo-saxon Bède tel que mentionné à la page 184 de la « Chronique novembre-décembre 1864 » paru dans la Bibliothèque de l'École des chartes.

## Liber Scintillarum
Le Liber Scintillarum, aussi appelé « Livre d’Étincelles », est un florilège composé d’extraits de la Bible et des écritures des pères de l’Église qui a été composé autour de l’année 700. Le terme en latin « Scintillarum », ou « Étincelles », pour désigner l’œuvre provient d’une métaphore présente dans le prologue: 
« Des dicts du Seigneur et de ses saints a été extraite cette Étincelle, et cela n’est pas dû à mon habileté, mais uniquement à la grâce de Dieu et à mon précepteur Ursin, qui m’a enjoint ce travail et enseigné à le faire. [...] Comme du feu jaillissent les étincelles, de même ici voit-on briller de menues sentences tirées de nombreux livres des Écritures dans ce volume d’Étincelles ».
L’étude des pères de l’Église est un point de départ dans l’étude de la Bible : par leurs exégèses, leurs commentaires, ils font ressortir le sens des Écritures. Par exemple, saint Augustin dans son œuvre De Doctrina Christiana, offre ne guide de lecture de la Bible pour que celui qui l’apprend soit aussi capable de l’enseigner et de la prêcher. Defensor fait une compilation de ce qui le frappe le plus de sa lectio divina des Pères dans le but d’en rassembler et d’en extraire le sens spirituel, mais aussi comme il l’explique dans son prologue : « Qui veut le lire s’épargne de la peine ; qu’il ne se fatigue pas à parcourir d’autres pages : il a ici ce qu’il désire trouver ». Defensor cherche à offrir à son lecteur une œuvre de recueillement qui se base sur une compilation définitive des Écritures qu’il juge essentielles. De plus, les moines sont restreints par la discipline monastique et dédiés à la contemplation; ils ont rarement la chance de pouvoir discuter librement entre eux. C’est pourquoi, il semblerait que Defensor aurait trouvé moyen, par son œuvre, de s’adresser à son entourage monastique dans le but de leur enseigner la tradition chrétienne. 

### Contenu

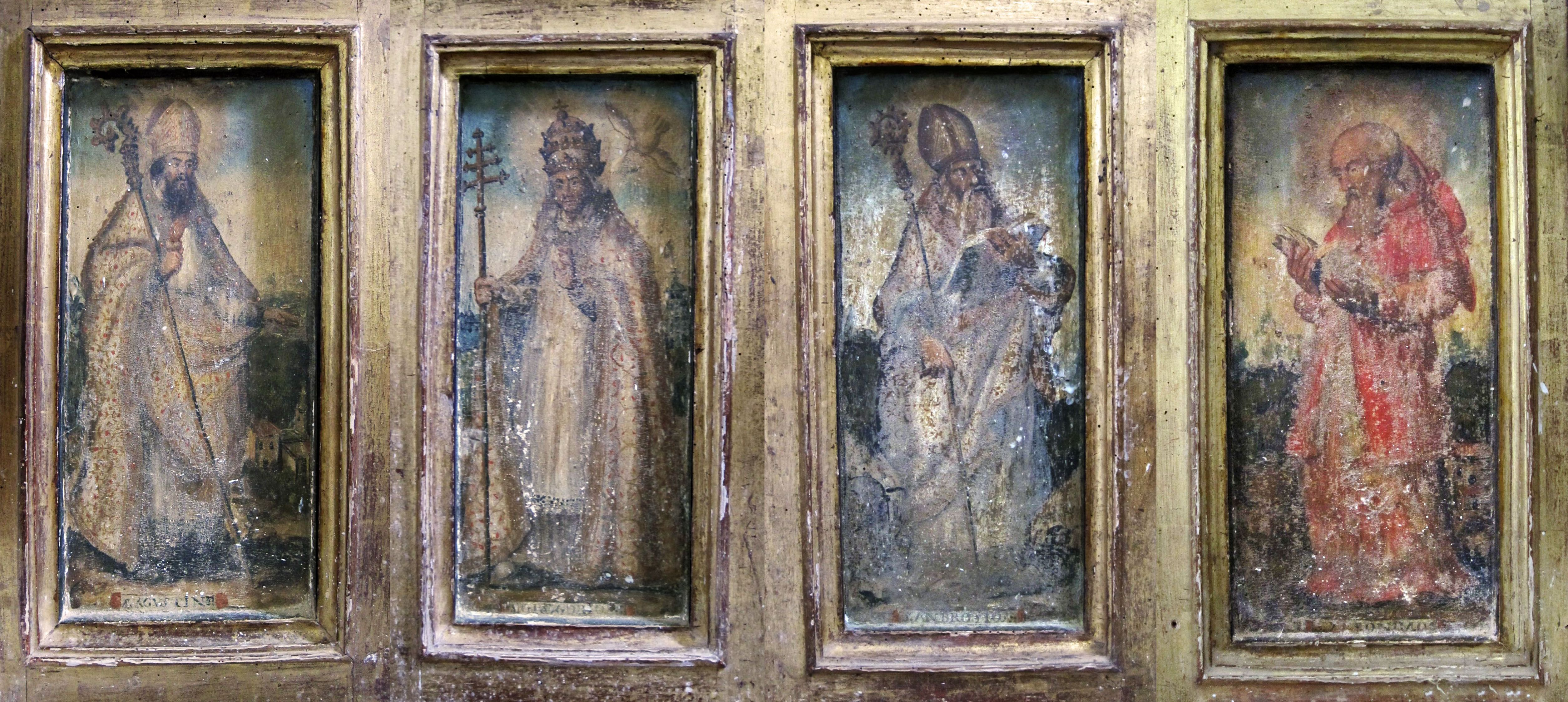
Décoration sur retable, église de Notre-Dame de l'Assomption à Valdavia en Espagne. Représentation de Pères de l'Église de gauche à droite : saint Augustin, saint Grégoire, saint Ambroise, saint Jérôme.

La compilation des œuvres incluse dans le Liber Scintillarum de Defensor recense 2 505 citations contenues dans 81 chapitres sous forme de thèmes concernant divers aspects de la vie courante principalement, les vice et les vertus, mais aussi; les réalités spirituelles; activité psychologique; les traits et tempéraments; les états de la vie ainsi que les rapports sociaux.
Parmi les sources utilisées par Defensor, la Bible tient une place prépondérante. Le Nouveau Testament est particulièrement représenté avec les Évangiles synoptiques, les écrits de saint Paul. Pour ce qui est de l’Ancien Testament, Defensor utilise les livres sapientiaux pour ce qui est tiré des Proverbes et l’Ecclésiastique et, donc, ne prend pas tous ses textes latins de la Vulgate.
Autre que la Bible, Defensor compile les Écrits des pères de l’Église, surtout des Latins, mais inclut quelques Grecs. Le Liber Scintillarum contient les écrits patristiques d’Ambroise, d’Anastase, d’Augustin, de Basile, de Cassien, de Césaire, de Clément, de Cyprien, d’Éphrem, d’Eusèbe, de Grégoire, d’Hilaire, d’Isidore, de Jérôme, de Josèphe, d’Origène, ainsi que la Vita Patronum. De ceux-ci, le plus cité, au sein de la compilation de Defensor, est Isidore de Séville, soit dans le tiers des textes patristiques, duquel est suivi par Grégoire, Jérôme et Augustin. Il est à noter que peu de Grecs se retrouvent dans la liste des auteurs sourcés – Origène, Basile, Josèphe et Eusèbe – et que leurs écrits représentent une proportion marginale au sein des écrits patristiques.

### Méthodologie
Hormis le travail colossal de compilation au sein du Liber Scintillarum en rassemblant les citations scripturaires et patristiques sous des thèmes qu’il dispose en chapitres, Defensor ne semble pas avoir organisé, systématisé ou hiérarchisé l’ordre de ses chapitres au sein de son œuvre de quelque façon. Comme le relève H.-M. Rochais, il semblerait que Defensor ne devait pas avoir d'assemblage de sujets choisis à l’avance; il précisait ses sujets en cours d’opération et au gré de ses lectures et c’est ce qui explique que certains thèmes se dédoublent au sein de son œuvre tandis que d’autres partagent le même sens. De plus, la longueur des chapitres d'un à l'autre est très disparate : ils peuvent varier de 5 pages jusqu’à 100 pages. Toutefois, c’est au sein de ses chapitres que Defensor utilise une hiérarchie et une organisation qui laisse croire à une certaine volonté méthodologique et de rigueur. En effet, lorsqu’il procède au sein d’un thème il applique cette hiérarchie impliquant qu’il débute toujours par citer la Bible et, ensuite, il cite un Père. De plus, il utilise la même hiérarchie quand il cite la Bible : il débute par une citation d’un Évangile et ensuite cite un des apôtres. Cette attention pour la hiérarchie trahit les traits de la vie monastique que Defensor pouvait lui-même vivre au sein de sa communauté en tant que moine assujetti à des règles comme la discipline et à l’obéissance. 
L’originalité chez Defensor dans le Liber Scintillarum, en comparaison à ses prédécesseurs, tel Isidore de Séville avec son œuvre Sententiae, concerne l’utilisation d’une variété de sources provenant à la fois de la Bible et à la fois des Pères, dont il note à chaque fois l’auteur,. Comme le rapporte H.-M. Rochais, cet effort de la part de Defensor indique qu’il exerçait un « esprit positif et critique », mais aussi, peut-être, jusque dans la tâche littéraire, un grand respect de la notion d’autorité, un concept important dans la vie monastique, ainsi qu'attribuable aux traditions des institutions religieuses de l’époque mérovingienne. Toutefois, la technique de Defensor, relève des difficultés selon les historiens contemporains qui ont essayé d’établir la provenance exacte des citations d’auteurs cités jusqu’à leurs œuvres. À cet effet, Defensor, pour établir à qui appartenait l’écrit, il utilisait à l’ouverture de la citation une forme imprécise, en mentionnant l’auteur sans en mentionner l’œuvre qui ressemblait à la suivante : « Ambrosius dixit »(Ambroise a dit), « Gregorius dixit »(Grégoire a dit),. Malgré cette difficulté, il est à noter qu'en 2002, grâce à la numérisation des corpus, l’historienne Leslie MacCoull a pu faire diminuer le nombre de citations dont l’œuvre de provenance est inconnue au sein du Liber Scintillarum de 116 à 54. 
Henri-Marie Rochais, moine de Ligugé, qui a complété la traduction du Liber Scintillarum basé sur la version du Corpus Christianorum, t, CXVII, composé de six manuscrits, et a publié en 1961 une édition française en deux volumes intitulés le Livre d’Étincelles, a rapporté quelques difficultés au sein de l’ouvrage de Defensor. D’abord, il souligne que Defensor dans son ouvrage a « transcrit des sentences qui ont quelque peu souffert d’être arrachées à leur contexte primitif » ce qui l’a donc obligé à recourir, quand il était possible aux citations originales dans le but d’en discerner le sens. Rochais rapporte aussi un problème en regard avec les techniques de l’époque de production s'expliquant par la façon dont les textes étaient copiés en les lisant à haute voix ce qui crée des erreurs de prononciation ou de lecture se répercutant sur le texte une fois copié.

### Popularité et manuscrits
Pour les historiens contemporains, les différents thèmes abordés par Defensor ainsi que leur sélection constituent une fenêtre sur le monde monastique du VIIe et VIIIe siècles en Aquitaine. Le Liber Scintillarum renseigne, entre autres, sur la doctrine religieuse, la vie en société, le monde ascétique, et surtout aide à comprendre la conception que les moines avaient des textes patristiques à l’époque de Defensor. Par exemple, la popularité dans les textes patristiques d’Isidore de Séville dans Liber Scintillarum, démontre, en quelque sorte, l'étendue de sa popularité parmi les milieux monastiques au moment de la production de l'œuvre. C’était Séville qui, d’ailleurs, avait voulu pourvoir à l’éducation du clergé régulier en leur dédiant des ouvrages comme Etymologiae, Sententiae, Differentiae, De officiis ecclesiasticis et De viris illustribus.
Le plus ancien manuscrit existant du Liber Scintillarum est le 750 Ms Würtzburg, Universitätsbibliothek. M.P.Th.F. 13; CLA IX, 1404:s. viii qui date de 750,. Depuis le VIIIe siècle jusqu'à aujourd’hui, on dénombre 370 manuscrits qui nous sont parvenus,. De plus, une grande partie des effectifs semble avoir circulé dans les monastères, et ce jusqu’au XVIe siècle. À ce propos, le médiéviste René Derolez aurait rapporté que le Liber Scintillarum était un des ouvrages les plus lus à la fin du Moyen Âge. Henri-Marie Rochais, en 1950, a publié un article dans la revue Scriptorium compilant une importante liste de 285 manuscrits du Liber Scintillarum. Dans cet article, Rochais démontre la répartition géographique des manuscrits à la période de publication de son article : 67 en France; 83 en Allemagne et en Autriche; 6 en Yougoslavie et Tchécoslovaquie; 50 en Grande-Bretagne; 28 en Espagne et au Portugal; 29 en Italie; 10 en Suisse; 7 en Belgique et Pays-Bas; 3 au Danemark et en Suède; et 2 aux États-Unis.
En 2008 Rolf H. Bremmer s'est intéressé à la popularité et à la présence du Liber Scintillarum chez les Anglo-Saxons durant le haut Moyen Âge. À cet effet, Bremmer conclut que le succès de l’œuvre est resté surtout à l’est de la Manche durant le Moyen Âge, puisque les Anglo-Saxons avaient moins d'un pour cent des manuscrits anciens de l’œuvre. Par ailleurs, l’intérêt des Anglo-Saxons pour le Liber Scintillarum serait légèrement postérieur à l’an mil puisque l'attention pour l’œuvre à partir du XIe siècle concorde avec la réforme bénédictine anglaise.

#### Source
- Defensor de Ligugé, « Prologue », Livre d’Étincelles (volume 1), Paris, Sources Chrétiennes: Série des textes Monastiques d’Occident no VII, Les Éditions du Cerf, 1961, p. 48-51.  (ISBN 978-2-204-03616-0)

#### Ouvrages
- Jean Batany, « Écrit/Oral », dans Dictionnaire raisonné de l’Occident médiéval, Jacques Le Goff(dir.), Jean-Claude Schmitt(dir.), Paris, Pluriel, 1999, p. 309-321.  (ISBN 978-2-213-60264-6)
- (en) Rolf H. Bremmer « The reception of Defensor’s Liber Scintillarum in Anglo-Saxon England », dans ...Un tuo serto di fiori in man recando, Udine, Forum, 2008, p. 75-89.  (ISBN 978-88-8420-463-9)
- Thomas Coomans, « L’ordre autour du cloître : L’architecture des abbayes et des couvents, entre tradition, réformes et réaffectations », dans Des couvents en héritage / Religious Houses: A Legacy, Luc Noppen(ed.), Thomas Coomans(ed.), et al., Québec, Presse de l’Université du Québec, 2015, p. 15-109.  (ISBN 978-2-7605-4354-6)
- (en) Yitzhak Hen, Culture and Religion in Merovingian Gaul: A.D. 481-751, Leiden, Brill, 1995, 308 p.  (ISBN 978-90-04-10347-4)
- Lester K. Little(trad. d’Odile Demange), « Moines et religieux », dans Dictionnaire raisonné de l’Occident médiéval, Jacques Le Goff(dir.), Jean-Claude Schmitt(dir.), Paris, Pluriel, 1999, p. 741-758.  (ISBN 978-2-213-60264-6)
- Henri-Marie Rochais, « Introduction », dans Defensor de Ligugé, Livre d’Étincelles (volume 1), Paris, Sources Chrétiennes: Série des textes Monastiques d’Occident no VII, Les Éditions du Cerf, 1961, p. 9-44.  (ISBN 978-2-204-03616-0)

#### Articles
- (en) Consuelo Maria Aherne, « Late visigothic bishops their schools and the transmission of culture », Traditio, vol. 22, Cambridge University Press, 1966, p. 435-444.  (ISSN 0362-1529)
- (en) Daniel A. Callus, « The study of the Bible in the Middle Ages », Blackfriars, vol. 22, no. 261, December 1941, p. 664-674.
- R. L., « L’intérêt des fouilles du Ligugé », Revue Archéologique, tome 1, janvier-juin 1963, p. 116-17.
- Henri-Marie Rochais, « Les manuscrits du “Liber Scintillarum” », Scriptorium, tome 4, no 2, 1950, p. 294-309.